# Міста Антигуа і Барбуди
Міста Антигуа і Барбуди.

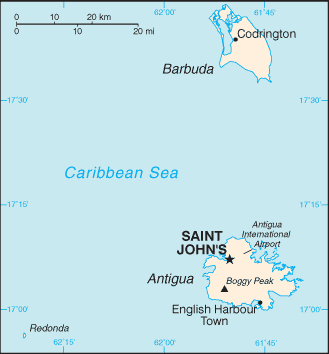
Мапа Антигуа і Барбуди

У Антигуа і Барбуда налічується понад 20 міст із населенням більше 700 мешканців. 1 місто має населення понад 20 тисяч, 14 - понад 1 тисячу, решта - менше 1 тисячі.
Нижче перелічено 5 найбільших міст 
| Назва           | Населення (2011) |
| --------------- | ---------------- |
| Сент-Джонс      | 22 219           |
| Елл Сейнтс      | 3 438            |
| Боландс         | 2 053            |
| Ліберта         | 2 003            |
| Поттерс Вілладж | 1 116            |